# 宮田洋容・布地由起江
宮田 洋容・布地 由起江（みやたようよう・ふじゆきえ）は、昭和期に活躍した音曲漫才コンビ。男女コンビではあるが、夫婦ではない。
アコーディオンを持ったミュージカル漫才を考案。楽団ユーモアと組んで、ピアノなどの伴奏も時折入れてもらっていた。都上英二・東喜美江、リーガル千太・万吉等と共に戦中戦後と東京漫才で活躍。

## メンバー
宮田 洋容（1915年2月16日 - 1983年7月11日）
本名は岩下 信夫（いわした のぶお）。熊本県玉名郡三加和町出身。1929年に熊本工業高校卒業。ミスワカナの一座を経て1938年から吉本興業専属となる。
1942年より上京し並木一路、日森麗子等のコンビを変えて戦後、布地由起江と組む。解散後はアメリカ人のミヤタ・フィリップと組んだ。
東京漫才協会（当時会長であったコロムビア・トップ・ライトのコロムビア・トップの漫才協団（現在の漫才協会）とは別組織）の運営委員長であった。
数々の映画に出演しているが、クレジットが「宮田羊容」である作品もあった。
最後の舞台は1983年5月26日神奈川県海老名市で行われた漫才協団主催の「漫才大会」。

布地 由起江（1932年5月6日 - 没年不詳）
本名は長谷川 幸子。北海道出身。1952年にコメディアンの小野栄一と同郷で一緒に上京してきたという。組む前は美人歌手、女優として活躍。
解散後はオペラ漫才コンビ「ふじゆきえ・はなこ」で活動していたが、2006年に引退。他にも手話漫才も担当していた。2016年、三遊亭金馬（4代目）（当時）のもとに、ゆきえの歌集「おもしろげ」が送られてきたのを長井好弘が新聞コラムで紹介、後に長井がゆきえに電話で近況を聞いている。既に故人とされているが、詳細な没年月日は不明。存命という情報もある。

## 出演映画・ドラマ

### 映画
宮田洋容
- 裏町のお転婆娘（1956年）
- 新妻鏡（1956年）
- 金語楼のお巡りさん（1956年）
- のり平の三等亭主（1956年）
- 婚約指輪 エンゲージリング（1956年）
- 力道山男の魂（1956年）
- いで湯の姉妹（1956年）
- 剣豪対豪傑 誉れの決戦（1956年）
- 次郎長意外伝
  - 次郎長意外伝 大暴れ三太郎笠（1957年）
  - 次郎長意外伝 大暴れ次郎長一家（1957年）
  - 次郎長意外伝 灰神楽木曽の火祭（1958年）
- 東京のテキサス人（1957年）
- サラリーマン出世太閤記
  - サラリーマン出世太閤記（1957年）
  - 続々サラリーマン出世太閤記（1958年）
  - サラリーマン出世太閤記・完結篇 花婿部長No.1（1960年）
- おしゃべり社長（1957年）
- 東京よいとこ（1957年）
- 星空の街（1957年）
- 大安吉日（1957年）
- おトラさんシリーズ
  - おトラさんのホームラン（1958年）
  - 花ざかりおトラさん（1958年）
  - おトラさんのお化け騒動（1958年）
- 続ちゃっきり金太（1958年）
- 三代目 魚河岸の石松（1958年）
- 大番（完結篇）（1958年）
- 一丁目一番地（1958年）
  - 一丁目一番地 第二部（1958年）
- 夫婦百景（1958年）
- 弥次喜多道中記夫婦篇 弥次喜多道中双六（1958年）
- 若い恋人たち（1959年）
- 爆笑水戸黄門漫遊記（1959年）
- 顔役と爆弾娘（1959年）
- 新・三等重役
  - 新・三等重役（1959年）
  - 新・三等重役 旅と女と酒の巻（1960年）
  - 新・三等重役 亭主教育の巻（1960年）
  - 新・三等重役 当るも八卦の巻（1960年）
- まぼろし探偵 地底人襲来（1960年）
- ガス人間第一号（1960年） - 銀行の支配人[5][注釈 1]
- サラリーガール読本 むだ口かげ口へらず口（1960年）
- 殴り込み女社長（1960年）
- 侍とお姐ちゃん（1960年）
- サラリーマン御意見帖 出世無用（1960年）
- 社長シリーズ
  - サラリーマン忠臣蔵（1960年）
  - 続サラリーマン清水港（1962年）
  - 社長洋行記（1962年）
  - 社長外遊記（1963年）
  - 続・社長千一夜（1967年）
- 接吻泥棒（1960年）
- 羽織の大将（1960年）
- 八百屋お七 江戸祭り一番娘（1960年）
- 背広三四郎シリーズ
  - 花のセールスマン 背広三四郎（1960年）
  - 背広三四郎 男は度胸（1961年）
  - 背広三四郎 花の一本背負い（1961年）
- がめつい奴（1960年）
- 幽霊繁盛記（1960年）
- 金づくり無法時代（1961年）
- B・G物語 二十才の設計（1961年）
- 新入社員十番勝負（1961年）
  - 続新入社員十番勝負 サラリーマン一刀流（1962年）
- 続サラリーマン弥次喜多道中（1961年）
- アワモリ君シリーズ
  - アワモリ君乾杯!（1961年）
  - アワモリ君売出す（1961年）
- 出世コースに進路を取れ（1961年）
- 私は嘘は申しません（1961年）
- トイレット部長（1961年）
- サラリーマン奥様心得帖（1961年）
- クレージー映画
  - ニッポン無責任時代（1962年）
  - 花のお江戸の無責任（1964年）
  - 日本一のゴリガン男（1966年）
- 銀座の若大将（1962年）
- 若い季節（1962年）
- 重役候補生No.1（1962年）
- サラリーマン無鉄砲一家（1963年）
- ホノルル・東京・香港（1963年）
- 君も出世ができる（1964年）
- 続西の王将・東の大将（1965年）
- 棘ある愛撫（1965年）
- やわ肌ざんげ（1966年）

布地由起江
- 乙女の祈り
- 若い恋人たち
- 爆笑水戸黄門漫遊記（1959年）
- 新・三等重役（1959年）
- 自由ケ丘夫人（1960年）
- 私は嘘は申しません（1961年）
- 大笑い次郎長一家　三ン下二挺拳銃（1962年）
- やわ肌ざんげ（1966年）

### ドラマ
宮田洋容・布地由起江
- 少年ジェット （フジテレビ / 大映テレビ室）
  - 「第三部・紅さそり」（1959年）茂呂井夫婦 役
  - 「第五部の一・宇宙病人間」（1960年）与久野加平とその夫人 役
- ウルトラマン 第26・27話「怪獣殿下（前・後篇）（1967年、TBS / 円谷プロ）治（怪獣殿下）の父・三平、母・リエ子 役
- 特別機動捜査隊（NET / 東映）
  - 第319話「おんなのブルース」（1967年） 主人、店員（特別出演）※「宮田羊容」と表記
  - 第452話「母恋し1,500キロ」（1970年）- 小倉、セツ子（特別出演）※「宮田羊容」と表記
  - 第454話「霧の中の聖女」（1970年）- 浅田、女中（特別出演）※「宮田羊容」と表記
- 五人の野武士 第13話「赤い砦の狼」（1968年、NTV）

宮田洋容
- 月光仮面 第2部（1958年、KRT / 宣弘社プロダクション） - ハンチングの由
- 記念樹 第28話「コンパクトの中の青空」（1966年10月11日） - 製材所主人[注釈 1]
- 特別機動捜査隊（NET / 東映）
  - 第142話「濁った河」（1964年） - 町村半蔵
  - 第328話「消えた女狐」（1968年） - 清市（特別出演）※「宮田羊容」と表記
  - 第375話「鶏はふたたび鳴く」（1969年）
  - 第402話「海は知っている」（1969年）※「宮田羊容」と表記
  - 第492話「ちぎれた愛」（1971年）-源次（特別出演）※「宮田羊容」と表記
  - 第504話「乱れた女たち」（1971年）-土屋（特別出演）※「宮田羊容」と表記
  - 第538話「愚かなる暴走」（1972年） - 事務長（特別出演）
  - 第607話「砂の塔」（1973年） - 松原（特別出演）
  - 第675話「疑惑の夜」（1974年）- 亀山（特別出演）※「宮田羊容」と表記
  - 第726話「兄とその妹」（1975年）- 酒屋の主人※「宮田羊容」と表記
  - 第749話「女ごころの謎」（1976年）- 山形※「宮田羊容」と表記
  - 第759話「破れ三味線」（1976年） - 松三
  - 第778話「天使の乳房に泣く」（1976年） - 屋台のおやじ
  - 第793話「季節労働者哀歌」（1977年）- 信造※「宮田羊容」と表記
- サインはV（1969年、TBS / 東宝） - 立木大和・人事課長
- 水戸黄門（TBS / C.A.L） 
  - 第6部 第25話「海道一の大盗人 ‐金谷‐」（1975年9月15日） - めし屋の親爺　　　
  - 第7部 第18話「盗まれた印籠 -山形-」（1976年9月20日） - 幸吉
- 非情のライセンス 第2シリーズ第60話「兇悪のお母さん」（1975年、NET / 東映） - 主人
- 江戸の旋風Ⅱ（1976年、CX)
- 破れ奉行（テレビ朝日 / 中村プロ）
  - 第5話「暗黒街の紅い花」（1977年）
  - 第25話「闇に消えた三億両」（1977年） - 藤兵衛※「宮田羊容」と誤表記

布地由起江
- 月光仮面 第5部（1958年、KRT / 宣弘社プロダクション） - カボ子
- 昔三九郎（1968年、NTV）
- 特別機動捜査隊（NET / 東映） 第63話「初笑い贋小判騒動」（1963年）

## 唄の家ライオン門下
- 唄の家なり駒・千葉なり太[注釈 2]
- 守住田鶴子[注釈 3]

## 宮田一門

### 直弟子
- 木田鶴夫・亀夫（「並木一路・宮田洋容」時代の弟子）
- 宮田陽司・章司（宮田章司）

### 孫弟子
- 宮田陽・昇